# Tsunami (Film)
Tsunami – Terror in der Nordsee ist ein deutscher TV-Katastrophenfilm von Winfried Oelsner aus dem Jahr 2005 und beschreibt einen Tsunami an der Nordseeküste. Die Hauptrollen spielen Kristian Kiehling und Anja Knauer.

## Handlung
Der Hamburger Energiekonzern Alpha Gas betreibt in der Nordsee vor der Insel Sylt die Bohrinsel Rantum IV. Unter dem bärbeißigen Bohrleiter Kramlick lässt die Firma illegalerweise nach Methanhydrat suchen, dem Energieträger der Zukunft. Mit den rücksichtslosen Methoden Kramlicks ist allerdings der Umweltbeauftragte der Firma, Christian Wieland, nicht einverstanden. Dieser befürchtet, dass die vorgesehenen Sprengungen zur Vermessung der Lagerstätte eine Kettenreaktion auslösen könnte.
Besorgt zeigt sich auch die junge Hydrologin Svenja Schweiger, die für die Umweltbehörde der EU arbeitet und die mangelnde Transparenz des Projektes bemängelt. Da sie nach monatelangen Versuchen keinen Kontakt zu Wieland bekommt, ist sie davon überzeugt, dass bei Rantum IV nicht nur nach Erdöl gesucht wird und fürchtet um die Umwelt. Sie versucht darum Wieland persönlich aufzusuchen. Sie erreicht Wielands Wohnhaus, als ihn dessen Freunde Helge und Jaan zum Angeln abholen wollen. Wieland jedoch finden sie zu Tode gestürzt am Fuße seiner Treppe vor. Für die Polizei sieht alles nach einem Unfall aus, in Wahrheit jedoch hat Brock, Kramlicks rechte Hand, Wieland ausgeschaltet. 
Etwas später erhält Jaan eine terminierte E-Mail von seinem verstorbenen Freund, die jener für den Fall angelegt hatte, dass ihm etwas zustoßen sollte. Die Mail enthält ein Sicherheitsgutachten Wielands zu dem Projekt auf Rantum IV. Jaan gibt die Unterlagen an Svenja Schweiger weiter, die er am Strand vorfindet. Nur knapp entkommen beide mit Jaans Motorrad einer mehrere Meter hohen Flutwelle – die Folge einer Messsprengung, die Kramlick in der Zwischenzeit hat durchführen lassen.
Svenja kann über ihren Kollegen Wolfgang Informationen einholen und erfährt so von der Ursache des Tsunamis. Gemeinsam mit Jaan macht sie sich auf eigene Faust auf den Weg zur Bohrinsel, wo sie Beweise zu finden hofft. Während des Anfluges mit einem Helikopter erfährt Kramlick indes, dass seine Firma ihm aufgrund seines rabiaten Vorgehens das Vertrauen entzogen hat. Er soll abgesetzt und den Behörden übergeben werden. Kramlick sieht sich in die Enge getrieben und dreht den Spieß um: Er droht, die noch verbliebenen Sprengladungen zu zünden und damit einen weiteren weitaus gewaltigeren Tsunami auszulösen, sollte die Firma ihm nicht zehn Millionen Euro überweisen.
Auf Rantum IV angekommen, geraten Jaan und Svenja sogleich in Gefangenschaft, aus der sie sich jedoch mit Hilfe des Ingenieurs Kortner befreien können. Sie versuchen, Kramlick aufzuhalten, der immer mehr den Verstand zu verlieren scheint. Als Kramlick herausfindet, dass Alpha Gas auf seine Erpressung nicht eingegangen ist, löst er die Sprengung aus. die Flutwelle, die sich daraufhin aufbaut, übertrifft die erste um ein Vielfaches. Alles deutet darauf hin, dass Sylt von dem Tsunami getroffen und überrollt werden wird. Während ein hilfloser Evakuierungsversuch anläuft, versucht sich Kramlick auf Sylt unter die Menschen zu mischen, um unerkannt zu entkommen. Jaan dagegen hat gerade noch rechtzeitig die rettende Idee, wie die Flutwelle noch vor Sylt gebrochen werden kann. Im Showdown gelingt es ihm außerdem, in das Boot seiner Schwester Franka zu gelangen, auf dem auch Kramlick zu entkommen versucht. Jaan schaltet Kramlick aus und rettet die Geiseln.

## Hintergrund
Der Film wurde in 120 Ländern, darunter Indonesien, verkauft.
Der Film wurde wegen der Aktualität des Themas stark diskutiert. Interessanterweise wurde er gedreht, bevor der echte Tsunami auf die Küsten des Indischen Ozeans traf und das Thema der Bedrohung durch Flutwellen in aller Munde kam. Im Oktober 2005 gesendet wurde er auf Pro 7 zum Erfolg, nachdem er schon bei seiner Weltpremiere im spanischen Fernsehen fünf Millionen Zuschauer erreichte.

## Kritik
„Popcorn à la Südkorea: erst Slapstick und Humor, dann ein Effektfeuerwerk – und eine wahre Flut an Melodramatik! Muss man mögen.“

## Trivia
Die Requisiten des Steuerstandes für die Auslösung des Tsunamis bestand unter anderem aus zwei Datenanalysatoren DA-10 der Firma Wandel & Goltermann. Die Geräte waren funktionsfähig, der Selbsttest verlief einwandfrei. Allerdings kann man mit diesen Messgeräten nur den Datenstrom einer V.24-Schnittstelle analysieren und niemals einen Tsunami auslösen.